# Вадерсло
Вадерсло (нем. Wadersloh) — община в Германии, в земле Северный Рейн-Вестфалия.
Подчиняется административному округу Мюнстер. Входит в состав района Варендорф. Население составляет 12 596 человек (на 31 декабря 2010 года). Занимает площадь 117,03 км².
Коммуна подразделяется на 3 сельских округа.